# Haus der Barmherzigkeit
Das gemeinnützige Haus der Barmherzigkeit zählt zu den größten privaten Betreuungseinrichtungen von schwer pflegebedürftigen Menschen in Österreich.

## Historische Einrichtung
Als erstes Haus wurde am 23. Juli 1875 das Geriatrische Pflegekrankenhaus in Währing im heutigen 18. Wiener Gemeindebezirk in der Vinzenzgasse eröffnet. Das Haus der Barmherzigkeit in der Vinzenzgasse verfügte über 23 Betten. Gestiftet wurde das Spital von der „Bruderschaft von der Allerheiligsten Dreifaltigkeit zur Pflege armer Unheilbarer“, bei der sich katholische Privatmänner unter der Führung von Franz Eipeldauer sozial engagierten.
Die Pflege übertrugen sie dem Orden der Barmherzigen Schwestern vom Hl. Vinzenz von Paul.
Von Anfang an wurden bisher als unheilbar geltende Kranke nicht nur pflegerisch, sondern auch medizinisch versorgt. Dieser Umstand machte das Haus der Barmherzigkeit später zum Vorbild für ähnliche Institutionen im In- und Ausland und zur „Geburtsstätte der Geriatrie“. So wurde 1904 das Versorgungsheim Lainz nach dem Vorbild des Hauses der Barmherzigkeit gegründet. Dieses besuchte 1908 der aus Wien stammende und am New Yorker Mount Sinai Hospital arbeitende Arzt Ignatz Leo Nascher. Er prägte anhand dieser Institutionen den Begriff „Geriatrie“.
Zahlreiche Persönlichkeiten besuchten das Haus in der Vinzenzgasse:
Kaiser Franz Joseph I. (1900), Kardinal Theodor Innitzer und Fürstin Elsa von Liechtenstein (1935), Fürstin Gina von Liechtenstein (geborene Georgina von Wilczek) (1970), Kardinal Franz König und Bundespräsident Rudolf Kirchschläger (1975), Papst Johannes Paul II. (1983), Fürstin Marie von Liechtenstein (geborene Marie Kinsky von Wchinitz und Tettau) (2004), Kardinal Christoph Schönborn und Bürgermeister Michael Häupl (2005).
Das historisch Haus wurde durch zwei Neubauten in Ottakring und Donaustadt abgelöst. Am 12. Oktober 2006 verließ die letzte Patientin die Vinzenzgasse.

## Organisationsstruktur
Das Haus der Barmherzigkeit besteht aus Einrichtungen an sieben Hauptstandorten (Pflegekrankenhäuser und -heime) und 23 weiteren Einrichtungen wie Wohngemeinschaften und Tageszentren. Die Organisation ist in die Bereiche Pflegeeinrichtungen Wien, Pflegeheime Niederösterreich, Habit – Haus der Barmherzigkeit Integrationsteam sowie verschiedene Unterstützungsbereiche gegliedert. Es handelt sich um ein Institut öffentlichen und kirchlichen Rechts, die als eigenständige Rechtspersönlichkeit agiert. Der Institutsdirektor steht dem Unternehmen vor.
Einrichtungen:
- Haus der Barmherzigkeit Seeböckgasse: Geriatrisches Pflegekrankenhaus in 1160 Wien-Ottakring (Architekt: archoffice), hier befindet sich „Fridollina“, das erste stationäre Kinderpflegedomizil in Wien[12]
- Haus der Barmherzigkeit Tokiostraße: Geriatrisches Pflegekrankenhaus in 1220 Wien-Donaustadt (Architekt Gustav Peichl)[13]
- Haus der Barmherzigkeit Am Maurer Berg – St. Josef: Pflegeeinrichtung in 1230 Wien-Liesing (Architekt: Christoph Lechner & Partner ZT)
- Haus der Barmherzigkeit Clementinum Kirchstetten: Pflegeheim in 3062 Kirchstetten (Niederösterreich)
- Haus der Barmherzigkeit Urbanusheim: Pflegeheim mit Hausgemeinschaften in 2170 Poysdorf
- Haus der Barmherzigkeit Stephansheim: Pflegeheim in 3580 Horn (Niederösterreich)
- Haus der Barmherzigkeit Stadtheim: Pflegeheim in 2700 Wiener Neustadt
- HABIT-Haus der Barmherzigkeit Integrationsteam mit Wohngemeinschaften, Garconnierenverbünden, einer Kids-WG, einer Einrichtung für zeitlich befristetes Wohnen und Basalen Tageszentren in Wien und Niederösterreich

## Pflege und Betreuung

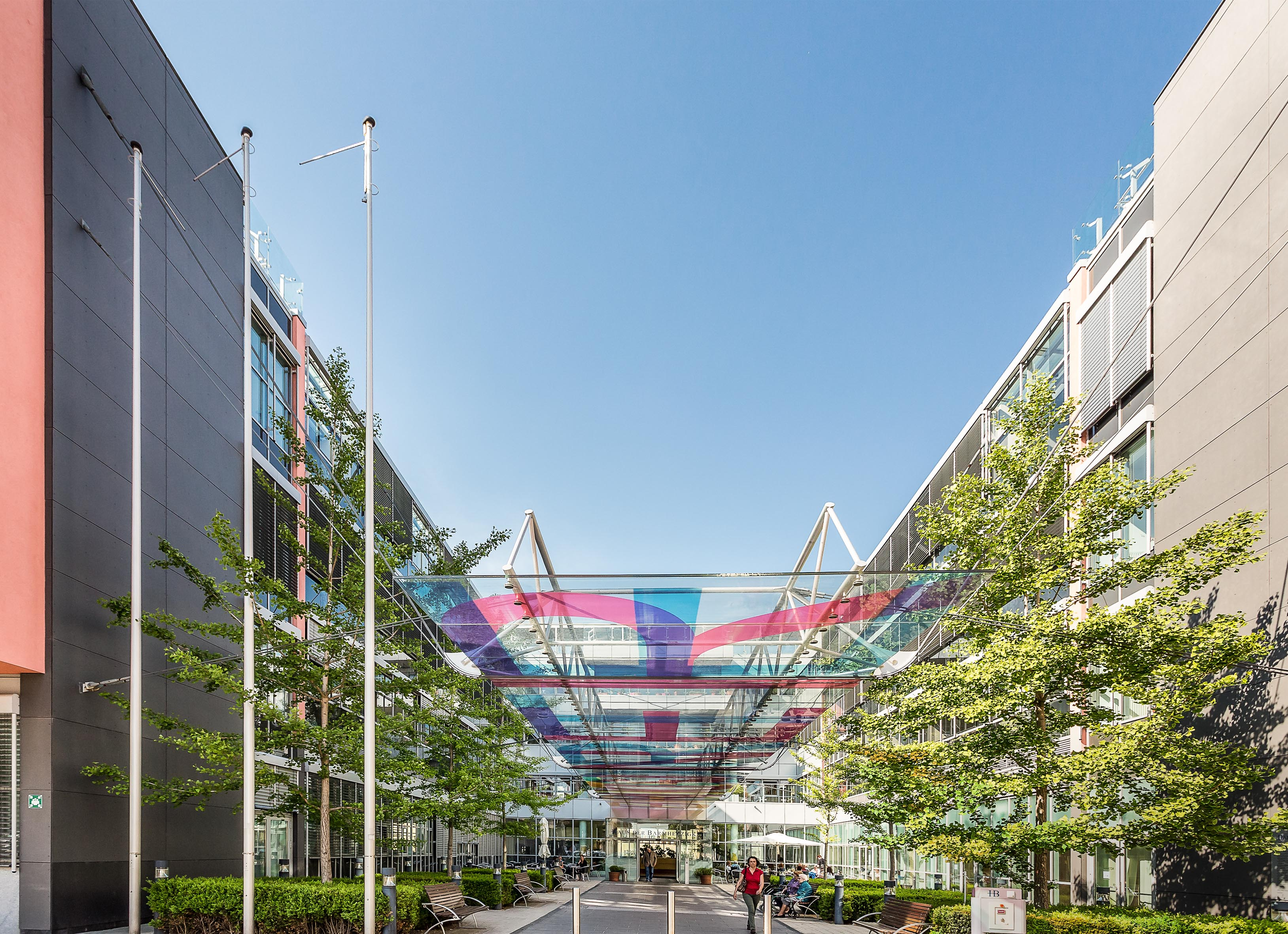
Das Haus der Barmherzigkeit in der Seeböckgasse 30a, Wien-Ottakring

Im Mittelpunkt der interdisziplinären Langzeitbetreuung steht der chronisch kranke bzw. mehrfachbehinderte Mensch mit seinen Wünschen und Bedürfnissen. Alle Einrichtungen des Haus der Barmherzigkeit sind nach dem international anerkannten Qualitätsmanagementsystem ISO 9001 zertifiziert.
Geriatrie:
In den geriatrischen Pflegeheimen und Pflegekrankenhäusern werden hochbetagte, chronisch kranke sowie Patienten mit fortgeschrittener Multiple Sklerose oder im Wachkoma sowie Kinder mit chronischen Erkrankungen intensiv betreut.
Die wichtigsten zur Anwendung kommenden Pflegekonzepte sind: Bezugspflege, Aktivierende Pflege, Validation (nach Naomi Feil), Basale Stimulation und Kinästhetik.
Die medizinischen Schwerpunkte liegen auf: Innere Medizin mit allgemeiner Geriatrie, Palliativmedizin, geriatrische Rehabilitation sowie Gerontoneurologie und neurologische Rehabilitation. Bei Aufnahme des Patienten wird ein umfassendes geriatrisches Assessment durchgeführt.
In der Therapie kommen Physiotherapie, physikalische Therapie, Ergotherapie, Diätetik, Musiktherapie, Psychotherapie, klinische Psychologie, Logopädie, Kunsttherapie und Tiertherapie zum Einsatz.
Inklusion:
HABIT (Haus der Barmherzigkeit Integrationsteam) betreut Menschen mit schweren Behinderungen und hohem basalen Unterstützungsbedarf in familienähnlichen Wohngemeinschaften und Tageszentren. In der täglichen Betreuungsarbeit werden folgende Konzepte angewendet:
Lebensqualität durch pädagogisches und pflegerisches Handeln, nachvollziehbarer Alltag, unterstützte Kommunikation, sprachbegleitende Gebärdensprache, Basale Stimulation und pädagogisch integrierte Pflege.
Pädiatrie: Das Kinderpflegedomizil Fridolina in Wien bietet spezialisierte Pflege für Kinder und Jugendliche mit komplexen und lebensverkürzenden Erkrankungen. Es kombiniert moderne medizinische Technik mit einem familiären Umfeld. Ein Team aus Pflegekräften, Therapeuten und Ärzten arbeitet eng mit den Familien zusammen. Neben der medizinischen Versorgung gibt es pädagogische und therapeutische Angebote. Das Kinderpflegedomizil ist das erste stationäre Pflegeangebot dieser Art in Wien.

## Lehre und Forschung
Gemeinsam mit der Donau-Universität Krems entwickelte das Haus der Barmherzigkeit den „Masterlehrgang für Geriatrie“.
Seit 2009 ist das Haus der Barmherzigkeit Lehrkrankenhaus der MedUni Wien. In einem Praktikum der Lehrveranstaltung „Soziale Kompetenz“ in den geriatrischen Pflegekrankenhäusern Seeböckgasse und Tokiostraße erfahren die Studenten den empathischen Umgang mit schwer kranken oder mehrfachbehinderten Menschen. 2019 eröffnete das Seminarzentrum „Campus Collegialität“ als neue Drehscheibe für Wissenstransfer. Die am Haus der Barmherzigkeit angesiedelte Akademie für Altersforschung widmet sich der Forschung und Lehre im Bereich Gerontologie und Geriatrie. Ziel ist es, neue Erkenntnisse zu gewinnen und diese durch Bildungsangebote in die Praxis zu bringen.

## Auszeichnungen (Auswahl)
- 2024 INTEGRI Award in der Kategorie „Innovative Versorgungskonzepte“ für Kinderpflegedomizil Fridolina[24]
- 2024 trend-Top Arbeitgeber Österreich 2024 im Bereich Gesundheit[25]
- 2024 Top Company-Siegel von kununu[26]
- 2023 iab webAD Awards – Silber in den Kategorien „Beste CSR-Kampagne“ und Bronze für „Beste Website, App & E-Commerce“[27]
- 2022 staatliche Zertifikat als „Familienfreundlicher Arbeitgeber“ durch Familie & Beruf Management GmbH[28]
- 2022 Die Presse Firmen Fitness-Award Silber in Kategorie „Fitness-Challenge“[29]
- 2020 German Brand Award[30]
- 2019 Teleois – Innovationspreis für „One Minute Wonder“[31]
- 2018 „Cura Award“ in der Kategorie Langzeitpflege[32]
- 2007: „Effie in Gold“ in der Kategorie Soziales[33]
- 2003: „Effie in Silber“ in der Kategorie Soziales
- 2002: Österreichisches Spendengütesiegel, Spendenabsetzbarkeit ab 2009
- 1958: Karl-Renner-Preis[34][35][36][37]

## Rezeption
Ivan Cankars Roman: Hiša Marije Pomočnice (deutsch: Das Haus der Barmherzigkeit; ISBN 3-85435-257-3) hat die Anstalt als Handlungsort.